# Estação Ferroviária de São Carlos
Estação Ferroviária de São Carlos, mais conhecida como Estação de São Carlos ou Estação da Fepasa, ou ainda Estação Cultura, é a antiga estação de trem localizada na cidade de São Carlos estado de São Paulo. Foi aberta em 1884, o prédio atual em 1908 e inaugurado em 1912. Consta da lista de bens de interesse histórico publicada em 2021 pela Fundação Pró-Memória de São Carlos (FPMSC). 
Foi a primeira estação de trem do prolongamento da "The Rio Claro", que a Companhia Paulista de Estradas de Ferro derrubou, e fez uma nova estação que é o prédio atual.

## Histórico
A estação original foi inaugurada em 1884, foi construída pela "The Rio Claro" que pertencia ao Major Benedito Antonio da Silva e a família "Arruda Botelho" do Conde do Pinhal.
Quando a Companhia Paulista de Estradas de Ferro comprou da "The Rio Claro" em 1892, derrubou a Estação de São Carlos e construiu uma nova e enorme estação em 1908 que foi inaugurada em 1912, para poder receber o grande movimento com a construção de dois ramais; o ramal de Ribeirão Bonito de (São Carlos à Novo Horizonte) inaugurado em 1895 e desativado em 1969; e o ramal de Água Vermelha de (São Carlos à Santa Eudóxia) inaugurado em 1893 e desativado em 1965, que faziam "baldeações" na estação com a linha tronco.
É a maior, e uma das mais importantes estações da Companhia Paulista de Estradas de Ferro juntamente com a Estação de Campinas, possuindo uma plataforma de embarque e desembarque de 250m de comprimento, sendo que 160m em área coberta com estrutura metálica.
Serviu como estação ferroviária até 15 de março de 2001, época em que partiu o último trem de passageiros com destino a Araraquara. Desde julho de 2003, com a desativação completa da FEPASA, passou a abrigar um centro cultural, administrado pela prefeitura.
Hoje a linha tronco é usada para manobras e passagem de cargas da ALL.

## Arquitetura
O edifício original possuía fachada de tijolos à vista, influência dos ingleses que construíram a estrada de ferro. Em 1908, houve uma reforma, com ampliação do piso superior e elaboração de ornamentos ecléticos, feita por três irmãos italianos: Abel, Séttimo e Bruno Giongo (este último, pai do construtor Bruno Giongo Filho). O projeto foi da Cia. Rio Clarense, em conjunto com os Irmãos Giongo. Além do prédio da Estação em si, eram parte do complexo antigos armazéns (a noroeste, em alvenaria aparente, de 1895) e oficinas de manutenção (ao sul, demolidas). Havia também, ao norte, a Forjaria CIAR, demolida nos anos 1960 para a construção do viaduto Quatro de Novembro. Cerca de uma dezena de outras estações foram construídas no município. A estação de São Carlos operou até 2001, quando ocorreu o fim do transporte de passageiros. Na década de 2000, passou a abrigar o Museu de São Carlos e a Fundação Pró-Memória. Em 2012, recebeu uma Maria Fumaça, anteriormente exposta na Praça Brasil.
O edifício se encontra dentro da Poligonal Histórica, no trecho C, na quadra 56, com sua fachada principal voltada para o Norte. Seu Estado de Conservação é bom e se encontra modificada (Condição de Preservação). Foi construído em 1884, reinaugurado em 1908, em estilo Eclético, para uso Institucional e hoje é utilizada como Sede da Fundação Pró-Memória de São Carlos. "Hoje, declarada patrimônio cultural do Estado de São Paulo, a estação abriga a Coordenadoria de Artes e Cultura, o Museu de São Carlos e a Fundação Pró-Memória".
O Ecletismo chegou à cidade de São Carlos por conta da riqueza advinda do período cafeeiro e pela construção da ferrovia, a partir de 1884. Foi um período de expansão urbana do município. Além disso, grande número de trabalhadores imigrantes traziam consigo conhecimento de métodos construtivos europeus, que foram sendo incorporados às práticas construtivas locais. Construções em estilo Eclético eram símbolo de status social.

## Bem de interesse histórico
Entre 2002 e 2003, a Fundação Pró-Memória de São Carlos (FPMSC), órgão da prefeitura, fez um primeiro levantamento (não-publicado) dos "imóveis de interesse histórico" (IDIH) da cidade de São Carlos, abrangendo cerca de 160 quarteirões, tendo sido analisados mais de 3 mil imóveis. Destes, 1.410 possuíam arquitetura original do final do século XIX. Entre estes, 150 conservavam suas características originais, 479 tinham alterações significativas, e 817 estavam bastante descaracterizados. O nome das categorias das edificações constantes na lista alterou-se ao longo dos anos.

A edificação de que trata este verbete consta como "Edifício tombado" (categoria 1) no inventário de bens patrimoniais do município de São Carlos, publicado em 2021 pela Fundação Pró-Memória de São Carlos (FPMSC), órgão público municipal responsável por "preservar e difundir o patrimônio histórico e cultural do Município de São Carlos". A referida designação de patrimônio foi publicada no Diário Oficial do Município de São Carlos nº 1722, de 09 de março de 2021, nas páginas 10 e 11. De modo que consta da poligonal histórica delimitada pela referida Fundação, que "compreende a malha urbana de São Carlos da década de 40". A poligonal é apresentada em mapa publicado em seu site, onde há a indicação de bens em processo de tombamento ou já tombados pelo Condephaat (órgão estadual), bens tombados na esfera municipal e imóveis protegidos pela municipalidade (FPMSC).
| “ | Categoria 1: são edificações tombadas em quaisquer níveis (municipal, estadual ou federal) e inscritas no Inventário de Bens Patrimoniais do Município, sendo proibida a demolição e permitidas ou não reformas, desde que seguidas as orientações específicas do processo de tombamento e da aprovação do projeto pela Prefeitura Municipal, pela entidade e conselho municipal de defesa do patrimônio, e demais órgãos competentes, federais, estaduais e/ou municipais. | ” |
|   | |   |

#### Tombada por:[23]
- CONDEPHAAT – Conselho de Defesa do Patrimônio Histórico, Arqueológico, Artístico e Turístico
  - Número do Processo: 0 25013/86
  - Resolução de Tombamento: Resolução SC-48, de 19.12.2019, publicada no DOE de 21.12.2019, p. 80 e 81
- FPMSC – Fundação Pró-Memória de São Carlos / CONDEPHAASC – Conselho Municipal de Defesa do Patrimônio Histórico, Artístico e Ambiental de São Carlos
  - Número do Processo: 117/2010
  - Resolução Tombamento: Resolução n° 02, de 15 de dezembro de 2016
  - Publicação do Diário Oficial: 23 de dezembro de 2016

## Carga cultural

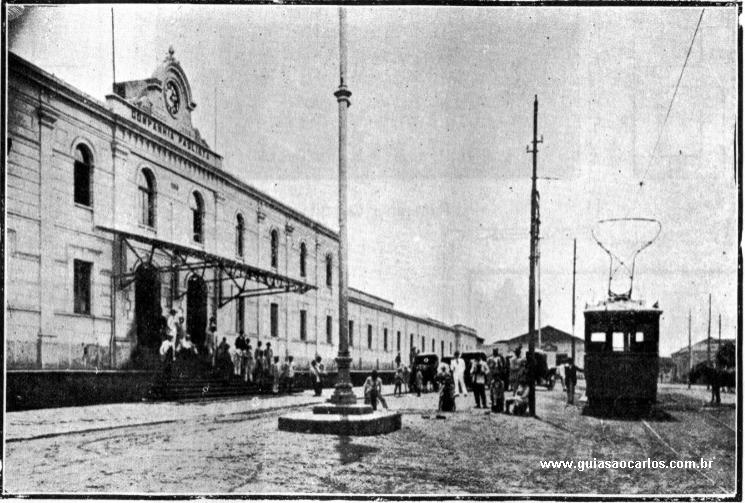
Vista da Estação e o Bonde em 1918

A estação é administrada e usada pela prefeitura, como "Fundação", arquivo de documentação geral do município, museu histórico e pedagógico
O edifício abriga a Fundação Pró-Memória de São Carlos, com o nome Estação Cultura (nome dado em 2001), com três unidades; Arquivo Histórico e Público de São Carlos, Patrimônio Histórico e Arquitetônico e Pesquisa e divulgação. E agora o projeto "Maria-fumaça", no qual; foi recuperada uma locomotica Baldwin 4-4-0, que está exposta no local e será colocada no projeto turístico do município.
A estação e a fundação são abertos a visitação pública, e há encontros de antigos ferroviários, saudosistas, e jovens que gostam da estação e da ferrovia, assim como exposição de ferromodelismo.
Em 30 de agosto de 2008, houve o 12º Encontro de Ferromodelismo Frateschi. Estiveram presentes mais de duas mil pessoas no evento, entre aficionados pelo ferreomodelismo, curiosos e empresários do ramo de todo Brasil e América do Sul. Foram  expostas 10 maquetes e cerca de 200 modelos inscritos para o concurso. Segundo a diretora-presidente da Fundação Pró-Memória de São Carlos Ana Lúcia Cerávolo, "a escolha de São Carlos para sediar o 12° Encontro de Ferromodelismo Frateschi foi uma feliz coincidência, já que este ano comemoramos o centenário da reforma da estação de São Carlos (1908-2008)".
Novamente São Carlos foi escolhida para sediar o 13º Encontro de Ferromodelismo Frateschi, que se realizou no dia 22 de agosto de 2009, das 09h00 às 16h00, considerado "o maior evento do gênero" na América Latina.

## Benedito Calixto na Terra do Pinhal
Benedito Calixto na Terra do Pinhal é uma exposição permanente, que está aberta ao público em geral, no Museu da "Estação Cultura" na cidade de São Carlos.
A exposição conta com amplo panorama da vida e obra do célebre pintor brasileiro, e oito afrescos, trabalhos originais realizados por ele para o antigo "Palácio Episcopal de São Carlos", e que hoje pertencem ao acervo da municipalidade sãocarlense.